# Burghard Schloemann
Burghard Schloemann  (* 21. Februar 1935 in Witten; † 31. März 2025 in Herford) war ein deutscher Kirchenmusiker, Komponist und Organist.

## Leben
Schloemann studierte Kirchenmusik in Esslingen am Neckar, Stuttgart und Rom. Sein Kompositionslehrer war Johann Nepomuk David. Er besuchte weiterführende Kurse bei Karlheinz Stockhausen, György Ligeti und Mauricio Kagel.
Von 1961 bis 1982 war er Kantor an der Kirche St. Johannis zu Halle (Westf.) und Dozent an der Hochschule für Kirchenmusik Herford. Er gründete die Haller Bach-Tage. 1967 erhielt er den Preis der Goethe-Stiftung Basel. 1969 wurde ihm der Titel Kirchenmusikdirektor verliehen. Von 1991 bis 2000 lehrte Schloemann als Professor an der Hochschule Herford.
Er lebte in Herford. Schloemann komponierte Kantaten, Motetten, Bläserstücke, Orgelwerke und eine Sinfonie.